# Geai acahé
Cyanocorax chrysops
Espèce
Statut de conservation UICN

 LC  : Préoccupation mineure
Le Geai acahé (Cyanocorax chrysops) est une espèce de passereau de la famille des Corvidae.
Il se trouve en Amérique du Sud : le sud-ouest du Brésil, la Bolivie, le Paraguay, l'Uruguay et le nord-est de l'Argentine, y compris les régions méridionales des systèmes fluviaux du bassin amazonien bordant le Pantanal.
C'est un oiseau élégant de taille moyenne, au plumage sombre avec la poitrine jaune crème ; la queue encombrante est également de couleur crème à l'extrémité.